# Syagrus schizophylla
Syagrus schizophylla är en enhjärtbladig växtart som först beskrevs av Carl Friedrich Philipp von Martius, och fick sitt nu gällande namn av Sidney Frederick Glassman. Syagrus schizophylla ingår i släktet Syagrus och familjen Arecaceae. Inga underarter finns listade i Catalogue of Life.